# Mavrovoúni (ort)
Mavrovoúni är en ort i Grekland.   Den ligger i prefekturen Nomós Péllis och regionen Mellersta Makedonien, i den norra delen av landet, 300 km norr om huvudstaden Aten. Mavrovoúni ligger 37 meter över havet och antalet invånare är 1 067.
Terrängen runt Mavrovoúni är platt åt sydost, men åt nordväst är den kuperad. Runt Mavrovoúni är det ganska tätbefolkat, med 96 invånare per kvadratkilometer. Närmaste större samhälle är Náousa, 18,5 km söder om Mavrovoúni. Trakten runt Mavrovoúni består till största delen av jordbruksmark.